# Neocancilla baeri
Neocancilla baeri is een slakkensoort uit de familie van de Mitridae. De wetenschappelijke naam van de soort is voor het eerst geldig gepubliceerd in 2003 door Turner & Cernohorsky.